# Зграда у Парку Рајхл Ференца бр. 7 у Суботици
Зграда у Парку Рајхл Ференца (некада Лењинов парк) бр. 7 у Суботици је подигнута у периоду од 1891. до 1892. године и представља непокретно културно добро као  споменик културе.

## Архитектура
Зграда је саграђена као раскошна палата тадашњег градоначелника Лазара Мамужића, према пројекту Титуса Мачковића. Представља прву од четири репрезентативне палате саграђене на месту где је некада постојала Рогина бара. Лоцирана на углу двеју улица, грађена је као једноспратна грађевина, стамбено пословне намене, са основом у облику латиничног слова "L". Карактеристични ренесансни хоризонтални кордони деле фасадно платно приземног и спратног дела. У приземљу су прозорски отвори лучно засведени, а по истој оси спратног дела тече низ равно завршених прозора са сегментним и троугаоним тимпанонима наслоњеним на мање конзоле или профилисане архитраве. Орнаментика је сведена и јавља се око отвора спратног дела а наглашена је на угаоном еркеру око прозора у виду маскерона, пута, гирланди и флоралних мотива. Угаони еркер над којим стреми увис акценат лантерне, не доприноси монументалности грађевине, већ представља неку врсту кибиц фенстера са којег је власник кроз крошњу столетних платана посматрао спољни свет. У поткровљу изнад зупчастог низа тече низ конзола, а кровни покривач је бибер цреп.